# サッド・ラッキンビル
サッド・ラッキンビル（Thad Luckinbill, 本名：Thaddeus Rowe Luckinbill、1975年4月24日 - ）は、アメリカ合衆国の俳優、映画プロデューサー。

## 人物
オクラホマ州ガーフィールド郡イーニド出身。オクラホマ大学卒業。
俳優のほかに映画プロデューサーとしても活動し、『ラ・ラ・ランド』の製作総指揮もつとめた。
一卵性双生児で双子の弟は弁護士をしている。
女優のアメリア・ハインルと2007年に結婚、2人の子供をもうけたが、2017年に離婚した。

## 主な出演作品

### 映画
- ジャスト・マリッジ Just Married (2003)
- スリープオーバー Sleepover (2004)
- 勇者たちの戦場 Home of the Brave (2006)
- グッド・ライ 〜いちばん優しい嘘〜 The Good Lie (2014) 製作も
- オンリー・ザ・ブレイブ Only the Brave (2017) 製作も
- ホース・ソルジャー 12 Strong (2018) 製作も
- レプタイル -蜥蜴- Reptile (2023) 製作も

### テレビドラマ
- Undressed (1999)
- ザ・ヤング・アンド・ザ・レストレス The Young and the Restless (1999-2018)
- パパにはヒ・ミ・ツ 8 Simple Rules… for Dating My Teenage Daughter (2003)
- CSI:科学捜査班 CSI: Crime Scene Investigation (2006-2010)
- CSI:ニューヨーク CSI: NY (2009)
- NIKITA / ニキータ Nikita (2011)

## プロデュース作品
- ボーダーライン Sicario (2015)
- 雨の日は会えない、晴れた日は君を想う Demolition (2015) 製作総指揮
- ラ・ラ・ランド La La Land (2016) 製作総指揮
- Rebel in the Rye (2017)
- ボーダーライン: ソルジャーズ・デイ Sicario: Day of the Soldado (2018)
- シエラ・バージェスはルーザー Sierra Burgess Is a Loser (2018)
- ホイットニー・ヒューストン I WANNA DANCE WITH SOMEBODY I Wanna Dance with Somebody (2022)